# Eragrostis tef
Eragrostis tef, Xaafii, teff, lovegrass, taf (amharică ጤፍ ṭēff); tigrinya ጣፍ ṭaff), sau meiul etiopian, este o plantă specifică zonelor muntoase din Etiopia și Eritreea, fiind considerată printre primele cereale cultivate de către oameni.
Cercetările au demonstrat că teff-ul are un conținut bogat în fibre alimentare, aminoacizi, proteine (între 9 și 15% ), calciu (100 – 150 mg la 100g) și fier (11 – 33 mg). Pe lângă acestea, meiul etiopian conține vitamina C, magneziu, potasiu fosfor și zinc.
Semințele de teff sunt foarte mici, apropiate de dimensiunea semințelor de mac. De obicei, sunt transformate în făină care este folosită pentru a coace „injera”, o lipie poroasă specifică Etiopiei. Datorită dimensiunii reduse a semințelor, făina obținută este întotdeauna integrală, ceea ce îi conferă o valoare nutrițională crescută. Conținutul bogat în fier al acestei cereale este considerat responsabil pentru absența cazurilor de anemie din Etiopia. În privința valorii energetice, 100 grame de mei etiopian furnizează între 353 – 367 kcal.